# Giuseppe Cacchi
Giuseppe Cacchi (L'Aquila, 1535 circa – Napoli, 1593) è stato un editore e tipografo italiano.

## Biografia
Nacque all'Aquila intorno al 1535, dove compì i primi studi, proseguendoli poi a Napoli; nella capitale partenopea entrò in contatto con Orazio Salviani e, come lui, diventò tipografo. Nel 1565 tornò nella sua città natale. Il 15 giugno di quell'anno gli fu concessa dal Consiglio cittadino la licenza per l'apertura di un'attività di stamperia e di vendita di libri; già all'anno successivo risalgono le prime opere della sua bottega.
La sua attività editoriale incontrò però un ostacolo insuperabile nella censura, sia politica sia ecclesiastica, e nel 1569 Cacchi tornò a Napoli, tenendo però aperto l'ufficio aquilano. Nel 1574 lasciò nuovamente Napoli per L'Aquila per non chiare motivazioni, ma nel 1583 abbandonò nuovamente la sua città natale, lasciando la sua bottega al figlio Bernardino e al socio Marino d'Alessandri e spostandosi a Sulmona. Da lì tornò però subito a Napoli e nel decennio 1583-1593 compì la sua maggiore attività editoriale, tra la capitale e Vico Equense; morì nella città partenopea in una data non certa, ma molto probabilmente nello stesso 1593.